# Riu Ystwyth
El Riu Ystwyth (en gal·lès, Afon Ystwyth) és un riu del centre oest del País de Gal·les. Neix a l'oest de la Reserva de Craig Goch, als bruguerars de l'altiplà, coneguts com a desert de Gal·les. Formà i allotja la Vall d'Ystwyth (en gal·lès, Cwm Ystwyth), una vall situada al centre oest del País de Gal·les, per on discorre l'Ystwyth.
El riu fa el seu curs generalment cap a l'oest fins que desemboca a la Badia d'Aberteifi (anglès: Cardigan Bay), a Aberystwyth, on també hi desemboca el Riu Rheidol. El riu encara duu nivells elevats de plom, zinc i plata a l'aigua, sobretot a causa de la filtració de les restes de mines abandonades.
La vall és actualment poc poblada, amb sols alguns municipis i pobles com Yspyty Ystwyth, Cwm Ystwyth, Pontrhydrygroes, Llanilar i Llanfarian. Fa segles, tanmateix, la vall de l'Ystwyth fou molt més poblada a causa de la seva riquesa mineral. S'han explotat les mines de zinc, plom i plata de la vall des dels temps de l'Imperi Romà, una activitat que assolí el seu moment d'auge en ple segle xviii. La mina més gran és la Mina de Cwm Ystwyth. La mitjana de vida dels miners de Cwm Ystwyth es redueix a 32 anys, sobretot a causa de l'enverinament de plom. Actualment no hi ha cap activitat minera de metall a la vall d'Ystwyth.
Tot i això, la vall del Riu Ystwyth és una de les més boniques de tot Gal·les, amb pendents d'aigua cristal·lina. És especialment formosa a la tardor. Aquesta estació també atrau molts visitants a la part superior de la vall, on es poden trobar molts bolets màgics (psicoactius).